# Землянов, Андрей Егорович
Андрей Егорович Землянов (1924—1987) — советский танкист, участник Великой Отечественной войны, Герой Советского Союза (1944).

## Биография
Андрей Егорович Землянов родился 24 августа 1924 года в селе Чесноковка (ныне — город Новоалтайск в Алтайском крае). После окончания семи классов школы работал трактористом в машинно-тракторной станции. В январе 1942 года Землянов был призван на службу в Рабоче-крестьянскую Красную Армию. Окончил курсы танкистов. С декабря 1943 года — на фронтах Великой Отечественной войны. Принимал участие в боях на 1-м Украинском и 1-м Белорусском фронтах. Участвовал в Житомирско-Бердичевской, Проскуровско-Черновицкой операциях. К марту 1944 года гвардии сержант Андрей Землянов командовал башней танка 1-й гвардейской танковой бригады 8-го гвардейского механизированного корпуса 1-й гвардейской танковой армии 1-го Украинского фронта. Отличился во время боёв за освобождение города Коломыя.
28 марта 1944 года экипаж Землянова разгромил автоколонну противника и ворвался непосредственно в город. На железнодорожном переезде танкисты уничтожили большое количество боевой техники и живой силы противника, обстреляв немецкий эшелон. Танк Землянова был подбит, все члены экипажа, кроме него, погибли, а сам он получил ранение в руку. Тем не менее, Землянов с помощью местных жителей сумел починить порванную гусеницу танка и добраться до расположения своей части. Действия экипажа, в который входил Землянов, способствовали успешному освобождению Коломыи.
Указом Президиума Верховного Совета СССР от 24 мая 1944 года за «мужество и отвагу, проявленные при освобождении города Коломыя» гвардии сержант Андрей Землянов был удостоен высокого звания Героя Советского Союза с вручением ордена Ленина и медали «Золотая Звезда» за номером 4437.
В дальнейшем участвовал в боях на Магнушевском плацдарме, Варшавско-Познанской, Восточно-Померанской, Берлинской операциях. В 1947 году в звании старшины Землянов был демобилизован. Вернулся в родной город. Участвовал в освоении целины, позднее работал старшим техником в автотранспортном цеху Алтайского вагоностроительного завода. Активно занимался общественной деятельностью. Умер 25 августа 1987 года, похоронен на Новоалтайском городском кладбище.
Почётный гражданин Коломыи и Новоалтайска. Был также награждён орденом Отечественной войны 1-й степени и рядом медалей.